# Исак Комнин (син на Йоан II Комнин)
Вижте пояснителната страница за други личности с името Исак Комнин.
Севастократор Исак Комнин (на гръцки: Ισαάκιος Κομνηνός) е син на византийския император Йоан II Комнин и по-голям брат на император Мануил I Комнин.

## Биография
Исак Комнин е роден около 1113 г. в Константинопол. Той е трети син на император Йоан II Комнин и императрица Ирина Унгарска, дъщеря на унгарския крал Ласло I.
В края на 1142 г. най-големият син на Йоан II Комнин и негов съимператор Алексий Комнин умира в град Аталия (днешна Анталия). Йоан II изпраща втория си син, Андроник Комнин, да ескортира тялото на Алексий до Константинопол, но по пътя Андроник се разболява и умира. Така Исак се оказва в позиция на престолонаследник на баща си. Йоан II праща Исак да прибере тялото на Алексий от Антиохия. Докато Исак отсъства от столицата, малко преди да умре Йоан II Комнин обявява четвъртия си син, Мануил, за свой наследник на престола, лишавайки по този начин Исак от полагащото му се престолонаследие.
Страхувайки се от реакцията на брат си, Мануил I Комнин решава да установи пълен контрол над Константинопол, преди да съобщи на Исак за смъртта на баща им. Исак е принуден да се отрече официално от престола, въпреки че по-голямата част от духовенството, народа и армията смята, че именно той заслужава повече короната. Отношенията между двамата братя след този обрат не са гладки, но двамата никога не влизат в открит конфликт помежду си. Мануил I Комнин дори удостоява брат си с титлата севастократор и през 1145 – 1146 го поставя начело на армията в похода срещу Селджукските турци. Освен това Мануил умело използва дъщерите на брат си, за да урежда външнополитическите отношения на страната, омъжвайки много от тях за чуждестранни владетели.
Исак Комнин има два брака. Първият от тях е с Теодора, която ражда на Исак пет деца:
- Алексий Комнин (р. ок. 1132 – ум. преди октомври 1136), паметта му е почетена в типика на константинополския манастир „Пантократор“, основан от Йоан II, и в поема на Теодор Продром;[1]
- Ирина Комнина (р. ок. 1132), омъжена за внук на Григорий Каматир и станала майка на кипърския император Исак Дука Комнин;[2]
- Йоан Комнин (р. ок. 1134 – ум. преди октомври 1136), паметта му е почетена в типика на константинополския манастир „Пантократор“, основан от Йоан II, и в поема на Теодор Продром;[3]
- Анна Комнина, омъжена за Константин Макродука[4]
- Мария Комнина (р. ок. 1140), омъжена за унгарския крал Ищван IV.[5]

Втората съпруга на Исак Комнин е Ирина Синадина, от която той има две дъщери:
- Теодора Комнина (р. ок. 1145 – ум. след 1185), омъжена за йерусалимския крал Балдуин III[5]
- Евдокия Комнина, омъжена за Гийом VIII дьо Монпелие.[6]